# Lois Mailou Jones
Lois Mailou Jones   (Boston, 3 de novembre de 1905 - Washington DC, 9 de juny de 1998) va ser una influent artista i mestra amb una carrera professional de més de set dècades. Jones va ser una de les figures més notables de l'art, precisament per aconseguir notorietat en el món de l'art mentre vivia com una expatriada a París durant els anys 1930 i 1940. La seva carrera va començar en el disseny tèxtil abans de decidir-se per les belles arts. Jones es va inspirar en Àfrica i el Carib i les seves experiències vitals quan pintava. Com a resultat, els seus temes es van convertir en algunes de les primeres obres d'un artista afroamericà que es van estendre més enllà de l'àmbit del retrat. Jones va estar influenciada pel moviment renaixentista de Harlem i els seus innombrables viatges internacionals.

## Trajectòria

### Primers anys i educació (1905–1928)
Lois Mailou Jones va néixer a Boston, Massachusetts,filla de Thomas Vreeland i Carolyn Jones. El seu pare era un superintendent d'edificis que més tard seria advocat després de convertir-se en el primer afroamericà a obtenir un títol en dret a la Suffolk Law School. La seva mare va treballar en temes relacionats amb la cosmètica.Durant la seva infància, els pares de Jones la van animar a dibuixar i pintar amb aquarel·les. Els seus pares van comprar una casa a Martha's Vineyard, on Jones va conèixer a qui van influir en la seva vida i art, com l'escultor Meta Vaux Warrick Fuller, el compositor Harry Burleigh i la novel·lista Dorothy West.
Del 1919 a 1923, Jones va assistir a la High School of Practical Arts de Boston. Durant aquests anys, va assistir també a classes nocturnes al Museu de Belles Arts de Boston a través d'una beca. A més, en aquest període va ser aprenent en disseny de vestuari amb Grace Ripley. Va celebrar la seva primera exposició en solitari als disset anys a Martha's Vineyard.Jones va començar a experimentar amb influències de màscares africanes durant el seu temps a l'estudi Ripley. A partir de la seva investigació sobre màscares africanes, Jones va crear dissenys de vestits per a Denishawn.
De 1923 a 1927, Jones va assistir a l'Escola del Museu de Belles Arts a Boston per estudiar disseny, on va guanyar la Beca de Disseny Susan Minot Lane. Va realitzar cursos nocturns a l'Escola Normal d'Art de Boston mentre treballava per obtenir el seu títol. Després de graduar-se a l'Escola del Museu de Belles Arts, va rebre el seu títol de postgrau en disseny de l'Escola d'Art de Disseny de Boston el 1928. Després, va començar a treballar a la FA Foster Company a Boston i a la Schumacher Company de la ciutat de Nova York. Durant l'estiu de 1928, va assistir a la Universitat Harvard, on va decidir dedicar-se a la pintura en lloc del disseny.
Jones va continuar assistint classes durant tota la seva vida. El 1934, va anar a classes sobre diferents màscares culturals a la Universitat de Colúmbia. El 1945 es va llicenciar amb honors en educació artística a la Universitat de Howard.
No obstant això, els inicis de la carrera de Jones es remunten a la dècada del 1930 i va continuar produint obres d'art fins a la seva mort el 1998, a l'edat de 92 anys. El seu estil va canviar i evolucionar diverses vegades en resposta a les influències en la seva vida, especialment derivat dels seus viatges. Va treballar amb diferents mitjans, tècniques i influències. Els seus viatges per Europa, Àfrica i el Carib van influir i van canviar la seva manera de pintar. Afirmava que realment la seva major contribució al món de l'art va ser aportar "una prova del talent dels artistes negres". Desitjava ser coneguda com una pintora estatunidenca sense etiquetes. El seu treball es fa ressò del seu orgull per les seves arrels africanes i ascendència estatunidenca.

### Inici de carrera (1905–1928)
La carrera docent de Jones va començar poc després d'acabar la universitat. El director de l'Escola del Museu de Boston es va negar a contractar-la, i li va dir que es busqués una feina al Sud on vivia "la seva gent". El 1928, Charlotte Hawkins Brown després d'unes primeres reserves, i posteriorment va fundar el departament d'art al Palmer Memorial Institute, Carolina del Nord. Com a mestra d'escola preparatòria, Lois va entrenar a un equip de bàsquet, va ensenyar danses folklòriques i va tocar el piano per als serveis de l'església. El 1930, va ser reclutada per James Vernon Herring per unir-se al departament d'art de la Universitat Howard, a Washington. Jones va romandre com a professor de disseny i pintura en aquarel·la fins a la seva jubilació el 1977. Va treballar per preparar els seus estudiants per a una carrera competitiva en les arts i va convidar dissenyadors i artistes treballadors a la seva aula per a tallers. Mentre desenvolupava el seu propi treball com a artista, es va convertir en una destacada mentora i una ferma defensora de l'art i els artistes afroamericans.
A principis dels anys trenta, Jones va començar a buscar reconeixement pels seus dissenys i obres d'art. Va començar a exposar els seus treballs amb la Fundació William E. Harmon Foundation amb un dibuix al carbó d'un estudiant al Palmer Memorial Institute, Negro Youth (1929). En aquest període, es va allunyar dels dissenys i va començar a experimentar amb el retrat.
Jones es va desenvolupar com a artista a través de visites i estius passats a Harlem durant l'inici del Renaixement de Harlem o New Negro Movement.Aaron Douglas, un artista del Renaixement de Harlem, va influir en la seva peça d'art original The Ascent of Ethiopia. Els elements de disseny africà es poden veure en les pintures de Douglas i Jones. Jones va estudiar objectes reals i elements de disseny d'Àfrica.
En les seves obres Negro Youth i Ascent of Ethiopia, la influència de les màscares africanes es veu en els perfils de les cares. Les estructures cisellades i les representacions d'ombrejat imiten les màscares tridimensionals que Jones va estudiar, Jones utilitzaria aquest estil al llarg de la seva carrera.
Durant aquest període col·laborava ocasionalment amb la poetessa Gertrude P. McBrown; per exemple, el poema de McBrown, "Fire-Flies", apareix amb una il·lustració de Jones al número d'abril de 1929 del Saturday Evening Quill.

## Col·leccions seleccionades
- Men Working, sense data, Smithsonian American Art Museum, Washington, DC[12]
- Negro Youth, 1929, Smithsonian American Art Museum, Washington, DC[13]
- Brother Brown, 1931, Smithsonian American Art Museum, Washington, DC[14]
- Les Fétiches, 1938, Smithsonian American Art Museum, Washington, DC
- Place du Tertre, 1938, The Phillips Collection, Washington, DC[15]
- Dans un Café à Paris (Leigh Whipper), 1939, Brooklyn Museum, Brooklyn, NY[16]
- Seated Man in Yellow Overalls, 1939, Smithsonian American art Museum, Washington, DC[17]
- Cauliflower and Pumpkin, 1938, The Metropolitan Museum of Art, New York, NY[18]
- Self-Portrait, 1940, Smithsonian American Art Museum, Washington, DC[19]
- Les Clochards, Montmartre, Paris, 1947, Smithsonian American Art Museum, Washington, DC[20]
- Coin de la Rue Medard, 1947, The Phillips Collection, Washington, DC[21]
- Jardin du Luxembourg, ca. 1948, Smithsonian American Art Museum, Washington, DC[22]
- Arreau, Hautes-Pyrénées, 1949, National Museum of Women in the Arts, Washington, DC[23]
- Jeune Fille Française, 1951, Smithsonian American Art Museum, Washington, DC[24]
- Eglise Saint Joseph, 1954, Smithsonian American Art Museum, Washington, DC[25]
- Shapes and Colors, 1958, Smithsonian American Art Museum, Washington, DC[26]
- Challenge—America, 1964, Hirshhorn Museum and Sculpture Garden, Washington, DC[27]
- Moon Masque, 1971, Smithsonian American Art Museum, Washington, DC
- Ode to Kinshasa, 1972, National Museum of Women in the Arts, Washington, DC[28]
- Ubi Girl from Tai Region, 1972, Museum of Fine Arts, Boston, Boston, MA[29]
- La Baker, 1977, Museum of Fine Arts, Boston, Boston, MA[30]
- The Green Door, 1981, National Gallery of Art, Washington, DC[31]
- Suriname, 1982, Smithsonian American Art Museum, Washington, DC[32]
- Glyphs, 1985, Museum of Fine Arts, Boston, Boston, MA[33]
- Untitled (Portrait of Léopold Sédar Senghor), 1996, Minneapolis Institute of Art, Minneapolis, MN[34]